# Nemertes viridis
Nemertes viridis är en djurart som tillhör fylumet slemmaskar, och. Nemertes viridis ingår i släktet Nemertes, fylumet slemmaskar och riket djur. Inga underarter finns listade i Catalogue of Life.